# Rheintochter
Rheintochter (z niem. Córa Renu) – kierowany pocisk rakietowy ziemia-powietrze opracowany przez niemieckie przedsiębiorstwo Rheinmetall-Borsig.
Prace nad tym pociskiem rozpoczęto w 1941 roku. Była to rakieta dwustopniowa, kierowana za pomocą fal radiowych, która służyć miała jako skuteczny środek obrony przeciwlotniczej. Pracowano nad kilkoma wersjami pocisku (R 1, R2 i R 3), które docelowo miały osiągać pułap do 14 km.
Pierwszy prototyp wzniósł się w powietrze jesienią 1943, a od 1944 roku główną placówką doświadczalną była Łeba – tzw. Małe Peenemünde. 
W skonstruowanej jako pierwsza poddźwiękowej wersji Rheintochter, oznaczonej R 1, paliwem silników obu stopni był proch bezdymny, dwunitrodwuglikol. Silnik pierwszego stopnia rakiety, umieszczony za kadłubem drugiego stopnia, pracował 0,6 sekundy i wyposażony był w siedem dysz wylotowych. Do jego korpusu przymocowane były cztery stateczniki ze sklejki.
Po zakończeniu pracy silnika pierwszego stopnia następowało rozdzielenie członów rakiety i uruchomienie silnika drugiego stopnia. Jego czas pracy wynosił 10 sekund. Obok sześciu dysz wylotowych rozmieszczonych dookoła kadłuba znajdowało się sześć skrzydeł wykonanych ze sklejki. Według niektórych opracowań 1/3 cięciwy skrzydeł pokryta była blachą, która służyła za antenę odbiorczą. Głowica bojowa znajdowała się w tylnej części kadłuba, zaś zapalnik zbliżeniowy i przedział kierowania zlokalizowano z przodu - sterowanie pociskiem zapewniały cztery płytowe stateczniki w układzie kaczki. 
Pocisk wersji R 1 okazał się jednak nieudany ze względu na zbyt niskie osiągi, stąd też w późniejszym okresie użyto go jedynie do prób układów kierowania itp.
W rozwojowej wersji naddźwiękowej Rheintochter, oznaczonej jako R 3, której pierwszy prototyp wzniósł się w powietrze w końcu 1944 roku, w celu zwiększenia osiągów (prędkości i pułapu) zmieniono układ napędowy. Pierwszy stopień rakiety tworzyły dwa silniki, umieszczone po bokach kadłuba drugiego stopnia – ich czas pracy wynosił 0,9 sekundy, po czym następowało ich odrzucenie. Drugi stopień rakiety napędzany był silnikiem na ciekłe materiały pędne. Utleniaczem była mieszanina kwasu siarkowego i azotowego, oznaczana jako Sv-Stoff Salbei, zaś paliwem był eter winyloizobutylowy nazwany Visol lub mieszanina ksylidyny i trójetyloaminy – Tonka. Czas pracy silnika wynosił 43 sekundy. Głowicę bojową zlokalizowano tym razem pośrodku kadłuba, pomiędzy zbiornikami materiałów pędnych a liczbę skrzydeł zredukowano do czterech.
Ze względu na problemy z dopracowaniem tego napędu zdecydowano się powrócić do silnika drugiego stopnia na stały materiał pędny – tę wersję pocisku oznaczono R 3P, w odróżnieniu od wersji na paliwo ciekłe R 3F. Układ drugiego stopnia tej odmiany nawiązywał do zastosowanego w pocisku R 1 - z głowicą bojową zlokalizowaną za silnikiem zajmującym środkową część kadłuba. Także i w tym przypadku napotkano jednak na kłopoty z konstrukcją silnika (wynikłe z jego dużych rozmiarów) i najprawdopodobniej do końca wojny żaden z pocisków R 3P nie otrzymał docelowej jednostki napędowej.
Program Rheintochter anulowany został ostatecznie 6 lutego 1945 ze względu na nieperspektywiczność. Do tego czasu odpalono w ramach testów 51 rakiet w wersji R 1 i siedem R 3P – żaden pocisk Rheintochter nie został użyty bojowo.